# قلم کلاقه
قلم کلاقه (به انگلیسی: Canting) یا تجانتینگ (به انگلیسی: Tjanting) ابزاری شبیه قلم است که برای اعمال موم داغ مایع در فرایند ساخت چاپ کلاقه‌ای یا باتیک در اندونزی (به‌طور دقیق‌تر باتیک نوشتاری)، بویژه در جزیرهٔ جاوه استفاده می‌شود. قلم تجانتینگ سنتی شامل مخزن موم مسی با دهانهٔ لوله‌ای سوزنی و دسته‌ای از جنس بامبو است. مخزن قلم سنتی از موادی چون مس، برنز، روی یا آهن ساخته می‌شد، اما در نسخه‌های امروزی ممکن است از تفلون استفاده کنند.

## ریشه‌شناسی

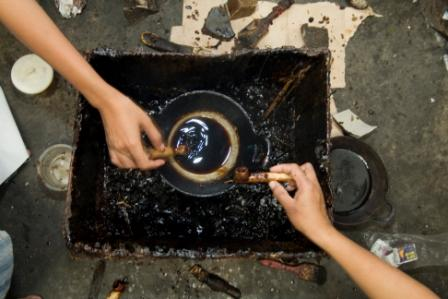
صنعتگران باتیک در یک کارگاه در دهکدهٔ گولورجو، نزدیک یوگیاکارتا، موم مایع داغ را درون مخزن قلم کلاقه می‌ریزند

نام انگلیسی کَنتینگ (Canting) از کلمهٔ جاوه‌ای ꦕꦤ꧀ꦛꦶꦁ (آی‌پی‌اِی: t͡ʃɑnʈɪŋ) [از ریشۀ: غذاخوردن (Canthing)] گرفته شده‌است که به معنای ابزار کوچک جمع‌آوری است.
در این مقاله نیز انتخاب نام کلاقه به واسطهٔ استفادهٔ خاص این ابزار و مشابهت آن با تکنیک چاپ کلاقه‌ای بومی ایران بوده‌است.

## طراحی
قلم کلاقه شامل موارد زیر است:
نیامپلانگ: مخزن یا ظرف موم مایع گرد، ساخته شده از مس.
کیوکوک: لوله یا دهانه مسی کوچکی که به ظرف مسی متصل می‌شود، جایی است که موم مایع از آن روان می‌شود تا روی پارچه اعمال شود.
گاگانگ: دستگیره یا نگهدارندهٔ چوبی که معمولاً از بامبو یا چوب ساخته می‌شود.
اندازهٔ قلم کلاقه ممکن است با توجه به اندازهٔ نقاط یا ضخامت خطوط مورد نظر برای اعمال روی پارچه تغییر کند. یک صنعتگر چاپ باتیک از قلم کلاقه به روشی مشابه طراحی با قلم معمولی استفاده می‌کند.

## تکنیک

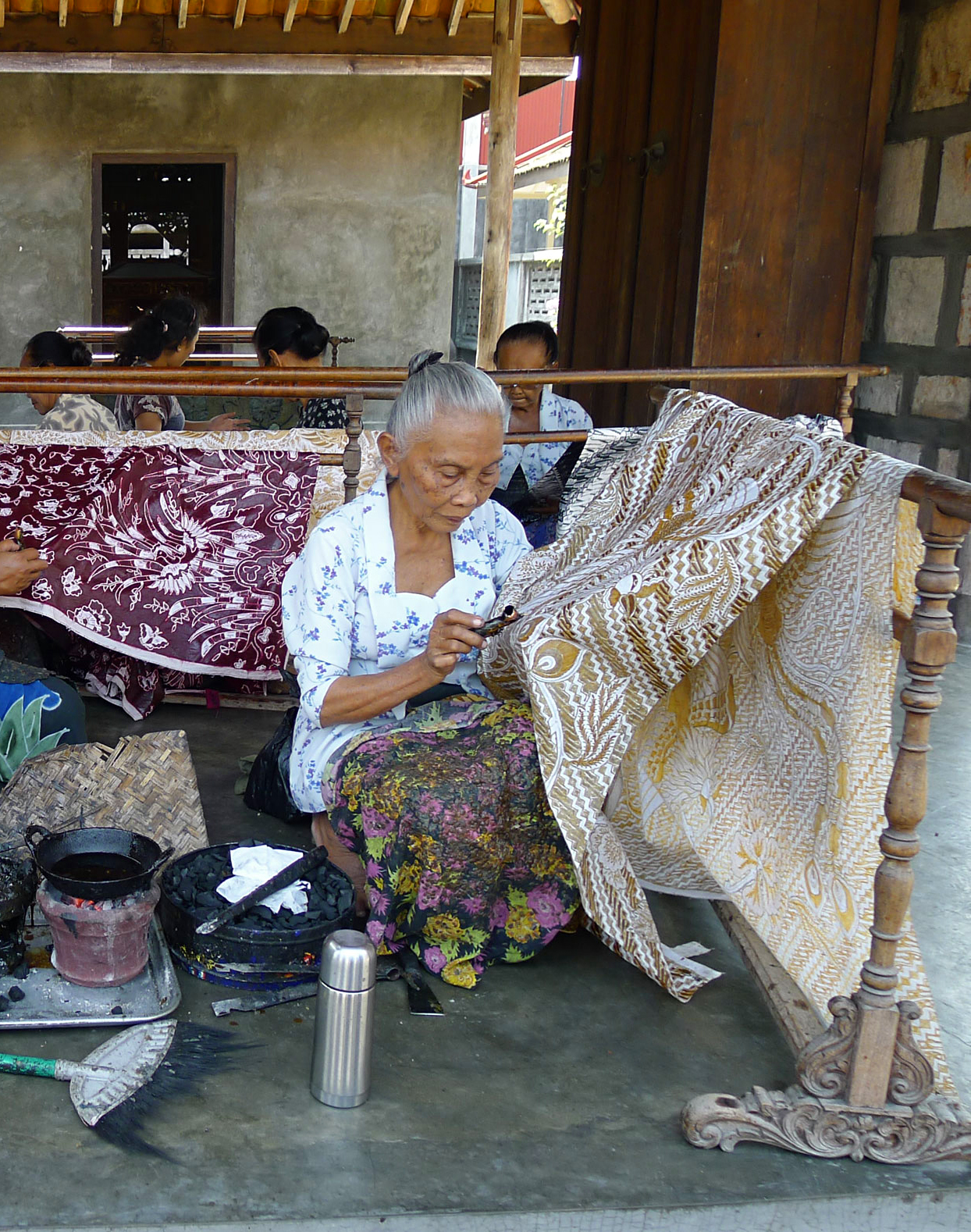
زنان صنعتگر باتیک در جاوه که با استفاده از قلم کلاقه و موم در یک تابهٔ کوچک گرم شده، الگوهای پیچیده می‌کشند

ابتدا پارچه باید شسته شود، خیس شود و با یک پتک بزرگ کوبیده شود. موم داغ و مایع از تابهٔ کوچک (ووک) که روی اجاق گاز کوچک گرم می‌شود برداشته می‌شود. صنعتگر باتیک گاهی در نوک دهانهٔ قلم کلاقه می‌دمد تا موم مایع روان جریان داشته باشد و از گرفتگی جلوگیری کند، سپس با کمک خطوط یا نقطات نقوشی را روی پارچه می‌کشند و بدینوسیله موم مایع را روی پارچه اعمال می‌کنند. معمولاً از الگوها و تصاویری که قبلاً با استفاده از مداد بر روی پارچه کشیده شده بود، استفاده می‌کنند. پس از این‌که با موم داغ به نام مالام و با استفاده از قلم کلاقه، الگویی ترسیم شد (موم به عنوان یک مادهٔ مقاوم در برابر رنگ عمل می‌کند)، پارچه را در حمام رنگ حاوی اولین رنگ فرو می‌برند. پس از خشک شدن پارچه، موم را با تراشیدن یا جوشاندن پارچه از بین می‌برند. این فرایند به تعداد رنگ مورد نظر تکرار می‌شود. برای قسمت‌های بزرگ‌تری از پارچه که نیاز به پوشاندن دارند، موم با استفاده از ابزاری به نام تونیوک نمبوکی/موپوکی اعمال می‌شود.